# Lasiurus (animal)
Lasiurus es un género de murciélagos que pertenecen a la familia Vespertilionidae.

## Subdivisión
Dentro de Lasiurus sensu stricto (subgénero Lasiurus del género homónimo) se reconocen las siguientes especies y subespecies:
- Lasiurus atratus (Handley, 1996)
- Lasiurus blossevillii (Lesson & Garnot, 1826)
  - Lasiurus blossevillii blossevillii
  - Lasiurus blossevillii brachyotis
  - Lasiurus blossevillii frantzii
  - Lasiurus blossevillii teliotis
- Lasiurus borealis (Müller, 1776)
- Lasiurus castaneus (Handley, 1960)
- Lasiurus degelidus (Miller, 1931)
- Lasiurus ebenus (Fazzolari-Correa, 1994)
- Lasiurus minor (Miller, 1931)
- Lasiurus pfeifferi (Gundlach, 1861)
- Lasiurus salinae (Thomas, 1902)
- Lasiurus seminolus (Rhoads, 1895)
- Lasiurus varius Poeppig, 1835

Algunos autores incluyen en el género Lasiurus (como subgéneros) a las especies de otros dos clados, conjuntos que poseen un nivel genérico según otros autores.
Dasypterus
- Dasypterus ega (Gervais, 1856)
  - Dasypterus ega ega (Gervais, 1856)
  - Dasypterus ega argentinus Thomas, 1901
  - Dasypterus ega caudatus (Tomes, 1857)
  - Dasypterus ega fuscatus Thomas, 1901
  - Dasypterus ega panamensis Thomas, 1901
- Dasypterus insularis Hall & Jones, 1961
- Dasypterus intermedius (H. Allen, 1862)
  - Dasypterus intermedius intermedius (H. Allen, 1862)
  - Dasypterus intermedius floridanus Miller, 1902
- Dasypterus xanthinus (Thomas, 1897)

Aeorestes
- Aeorestes cinereus (Palisot de Beauvois, 1796)
- Aeorestes egregius (W. Peters, 1870)
- Aeorestes semotus (H. Allen, 1890)
- Aeorestes villosissimus (Geoffroy St.-Hilaire, 1806)